# ویلیام دیر
ویلیام دیر (انگلیسی: William Dear؛ زادهٔ ۳۰ نوامبر ۱۹۴۳) کارگردان فیلم، تهیه‌کننده فیلم، فیلم‌نامه‌نویس، هنرپیشه اهل کانادا است.
از فیلم‌ها یا برنامه‌های تلویزیونی که وی در آن نقش داشته‌است، می‌توان به مرد تاریکی، آمریکای وحشی، هری و خانواده هندرسون، فرشتگان در زمین بیس‌بال و سبک آزاد اشاره کرد.